# بهینه‌سازی گرگ خاکستری
بهینه‌سازی گرگ خاکستری (به انگلیسی: Grey Wolf Optimization) (GWO) یک الگوریتم جستجوی کاشف الهام‌گرفته از طبیعت است که رفتار شکار و سلسله‌مراتب اجتماعی گرگ‌های خاکستری در حیات وحش را شبیه‌سازی می‌کند. این الگوریتم در سال ۲۰۱۴ توسط سیدعلی میرجلیلی معرفی شد و به عنوان یک تکنیک هوش ازدحامی برای حل مسائل بهینه‌سازی به کار می‌رود. ساختار اجتماعی گرگ‌ها در این الگوریتم نقش کلیدی دارد، به طوری که گله توسط یک گرگ آلفا رهبری می‌شود، در حالی که گرگ‌های بتا و دلتا از او پیروی کرده و در فرایند تصمیم‌گیری نقش دارند و گرگ‌های امگا پایین‌ترین رتبه را دارند. این سلسله‌مراتب اجتماعی به تعادل بین کاوش و بهره‌برداری کمک می‌کند و در یافتن راه‌حل‌های بهینه مؤثر است.
در الگوریتم GWO، فرایند بهینه‌سازی از سه مرحله اصلی تشکیل شده است: محاصره شکار، شکار کردن و حمله یا حرکت به سمت راه‌حل‌های جدید. در مرحله محاصره، گرگ‌ها موقعیت خود را بر اساس بهترین راه‌حل‌های شناخته‌شده تنظیم می‌کنند. در مرحله شکار، گرگ‌های آلفا، بتا و دلتا به‌طور جمعی مکان شکار را تخمین زده و گله را به سمت بهترین راه‌حل‌ها هدایت می‌کنند. در نهایت، مرحله حمله زمانی اتفاق می‌افتد که گرگ‌ها به شکار نزدیک شده و تمرکز جستجو بیشتر می‌شود تا همگرایی به سمت راه‌حل بهینه تسریع گردد. در صورتی که نیاز به کاوش بیشتری در فضای جستجو باشد، گرگ‌ها از یکدیگر فاصله می‌گیرند تا از گیر افتادن در بهینه‌های محلی جلوگیری کنند. 
یکی از مزایای مهم GWO سادگی آن و توانایی در حل مسائل بهینه‌سازی پیچیده با تعداد پارامترهای کنترلی کمتر نسبت به الگوریتم‌های دیگر مانند الگوریتم ژنتیک یا بهینه‌سازی ازدحام ذرات است. کارایی بالای این الگوریتم در یافتن بهینه‌های سراسری، آن را برای کاربردهای مختلفی از جمله بهینه‌سازی سیستم‌های قدرت، انتخاب ویژگی در یادگیری ماشین، و مهندسی سازه مناسب ساخته است. علاوه بر این، توانایی آن در ایجاد تعادل بین کاوش و بهره‌برداری باعث حفظ تنوع در فرایند جستجو شده و احتمال گیر افتادن در بهینه‌های محلی را کاهش می‌دهد. 
در کاربردهای سیستم‌های قدرت، GWO به‌طور گسترده برای بهینه‌سازی پیکربندی شبکه، افزایش تاب‌آوری و کاهش هزینه‌های عملیاتی استفاده شده است. به عنوان مثال، در طراحی شبکه‌های توزیع مقاوم، این الگوریتم برای تخصیص بهینه مسیرهای فیدر، تجهیزات پست‌های برق و راهبردهای تقویت شبکه در برابر حملات فیزیکی یا بلایای طبیعی به کار می‌رود. با در نظر گرفتن محدودیت‌های فنی و اقتصادی، این الگوریتم تعادلی میان تاب‌آوری و هزینه برقرار می‌کند. سازگاری آن با مسائل بزرگ‌مقیاس باعث شده که در سناریوهای پیچیده شبکه قدرت که در آن متغیرهای متعددی باید بهینه شوند، بسیار کاربردی باشد. 
با وجود مزایای قابل‌توجه، GWO محدودیت‌هایی نیز دارد، از جمله وابستگی به جمعیت اولیه و احتمال همگرایی کند در مسائل با ابعاد بالا. برای بهبود عملکرد آن، پژوهشگران روش‌های ترکیبی را پیشنهاد کرده‌اند که GWO را با تکنیک‌های دیگر مانند منطق فازی، شبکه‌های عصبی مصنوعی یا تکامل تفاضلی ترکیب می‌کند. این اصلاحات با هدف افزایش دقت، سرعت و سازگاری الگوریتم در محیط‌های پویا انجام شده است. به‌طور کلی، GWO همچنان یک ابزار بهینه‌سازی قدرتمند و انعطاف‌پذیر با کاربردهای گسترده در مهندسی، یادگیری ماشین و تاب‌آوری سیستم‌های قدرت محسوب می‌شود.